# Floresca parthenia
Floresca parthenia är en manetart som beskrevs av Ernst Haeckel 1880. Floresca parthenia ingår i släktet Floresca och familjen Ulmaridae. Inga underarter finns listade i Catalogue of Life.